# Golden Girl (premio)
Lo European Golden Girl, spesso citato semplicemente come Golden Girl, è un premio calcistico istituito da Tuttosport nel 2022 e assegnato ogni anno alla miglior calciatrice Under-21 militante nella massima serie di un campionato europeo.
Già dal 2018 il quotidiano torinese premia la miglior calciatrice italiana Under-21.

## European Golden Girl

### Albo d'oro
| Anno | Calciatore    | Club                   |
| ---- | ------------- | ---------------------- |
| 2022 | Jule Brand    | Hoffenheim / Wolfsburg |
| 2023 | Linda Caicedo | Real Madrid            |
| 2024 | Vicky López   | Barcellona             |

### Statistiche

#### Vittorie per nazionalità
| Nazionalità | Vittorie | Anni |
| ----------- | -------- | ---- |
| Germania    | 1        | 2022 |
| Colombia    | 1        | 2023 |
| Spagna      | 1        | 2024 |

#### Vittorie per club
| Club        | Vittorie | Anni |
| ----------- | -------- | ---- |
| Hoffenheim  | 1        | 2022 |
| Wolfsburg   | 1        | 2022 |
| Real Madrid | 1        | 2023 |
| Barcellona  | 1        | 2024 |

In corsivo le vittorie condivise.

## Miglior italiana Under-21

### Albo d'oro
| Anno | Calciatore        | Club              |
| ---- | ----------------- | ----------------- |
| 2018 | Benedetta Glionna | Juventus          |
| 2019 | Giada Greggi      | Roma              |
| 2020 | Asia Bragonzi     | Juventus / Verona |
| 2021 | Martina Tomaselli | Sassuolo          |
| 2022 | Nicole Arcangeli  | Juventus          |
| 2023 | Chiara Beccari    | Como / Sassuolo   |
| 2024 | Giulia Dragoni    | Barcellona / Roma |

### Statistiche

#### Vittorie per club
| Club       | Vittorie | Anni             |
| ---------- | -------- | ---------------- |
| Juventus   | 3        | 2018, 2020, 2022 |
| Sassuolo   | 2        | 2021, 2023       |
| Roma       | 2        | 2019, 2024       |
| Verona     | 1        | 2020             |
| Como       | 1        | 2023             |
| Barcellona | 1        | 2024             |

In corsivo le vittorie condivise.